# Mordor
«Mordor» — российская рок-группа, играющая в стиле индастриал-метал. Коллектив отличает использование грима, костюмированных и пиротехнических шоу на своих концертах.

## История
Группа организована в 2008 году известными российскими музыкантами, до недавнего времени предпочитавшими скрывать свои имена за фэнтезийными псевдонимами. В группу входят: вокалист — Оркус (Михаил Рябов), гитарист — Вольфган (Сергей Левитин), бас-гитарист — Омбре Пахаро (Алик Исмагилов), барабанщик — Il Sarto (Алексей Портнов). Группа выступала на самых крупных фестивалях страны — таких как «Нашествие», «Рок над Волгой», «Чернозём», «Наши в городе», «Байк-шоу в Севастополе» и многих других. Песни Mordor присутствуют в ротации крупнейших радиостанций России. Композиция «Банзай» 6 недель находилась на лидерских позициях в хит-параде радиостанции «Наше радио».

## Дискография

### Альбомы
- 2008 — Glamour, Glamour!
- 2010 — Жажда!
- 2012 — Бесы
- 2016 — Власть

### DVD
- 2011 — Live Dvd 32 Дюйма
- 2016 — Live Dvd Нашествие 2015

### Каверыпесни
- Компромисс не для нас! (кавер-версия песни группы Алиса)
- Поворот (кавер-версия песни группы Машина времени)
- Время Луны (кавер-версия песни группы Аквариум)
- Добрые люди (кавер-версия песни из зонг-оперы "Тодд")
- Безъядерная зона (кавер-версия песни группы Кино, записанная совместно с немецкой индастриал - метал группой Tanzwut)

### Другие песни
- Рок-н-Ролл Волга (Гимн рок-фестиваля Рок над Волгой)
- Сталинград
- Ступени к Вершине (Песня, написанная к Олимпийским играм в Сочи 2014)

### Видеоклипы
- Фитнес-убийца (Режиссёр — Виктор Вилкс. 2008 г.)
- Выше звезд (Режиссёр — Вадим Шатров. 2013 г.)

## Состав

### Нынешний состав
- Михаил Рябов (Оркус) — вокал, синтезатор, трость
- Алик Исмагилов (Омбре Пахаро) — бас-гитара
- Алексей Портнов (Il Sarto)  — ударные
- Андрей Белизов (DJ Voorda)  — DJ

### Бывшие участники
- Сергей Левитин (Вольфган) — гитара, синтезаторы (умер в 2024 году)
- Пётр Жаворонков (Бумзен-Бумзен)  — ударные
- Филипп Соха (Филарх)  — ударные